# Bournemouth Airport

i7
i11
i13
Der Bournemouth Airport (deutsch Flughafen Bournemouth; ehemals Flughafen Hurn, IATA-Code: BOH, ICAO-Code: EGHH) ist der internationale Verkehrsflughafen von Bournemouth im Süden Englands.

## Geschichte
Der Flughafen wurde am 1. August 1941 als Militärflugplatz RAF Hurn von der Royal Air Force in Betrieb genommen. Eine zivile Nutzung fand ab 1944 statt. 
Die Fluggesellschaft British Overseas Airways Corporation (BOAC) verlegte im November 1944 ihre Ausgangsbasis für Interkontinentalflüge von Bristol nach Hurn und nutzte den Flughafen in dieser Funktion bis zu ihrem Umzug nach London Heathrow im Jahr 1948. Der britische Flugzeughersteller Vickers-Armstrongs (1960 umfirmiert zu British Aircraft Corporation) übernahm im Jahr 1951 die verwaisten Hangars der BOAC und fertigte in den Hallen Flugzeuge der Typen Vickers Varsity und Vickers Viscount. 
Ab Anfang der 1960er Jahre bis zur Schließung der Produktionslinie im Jahr 1984 wurden vor Ort Strahlflugzeuge des Typs BAC 1-11 gebaut und gewartet.
Im Jahr 1969 wurde der Name des Flughafens Hurn offiziell geändert in Bournemouth Airport. In der Folgezeit wurde Bournemouth hauptsächlich als Regionalflughafen und als Ausgangspunkt für Flüge zu den britischen Kanalinseln genutzt. Die Produktionsstätten der British Aircraft Corporation sowie die Ansiedlung weiterer Unternehmen sorgten für zusätzlichen zivilen und militärischen Flugbetrieb. 
Die Aufnahme von regelmäßigen Charterflügen in den Mittelmeerraum erfolgte ab 1993 und führte zur Namensänderung in Bournemouth International Airport. Die in Bournemouth beheimatete Fluggesellschaft European Aviation Air Charter bot Ende 2002 erstmals Flugverbindungen in die USA an. Diese wurden nach wenigen Wochen eingestellt, da die eingesetzten Maschinen vom Typ Boeing 747 aufgrund der relativ kurzen Startbahn nicht mit vollem Abfluggewicht starten konnten und somit ein wirtschaftlicher Flugbetrieb nicht möglich war. 
Seit 2005 wird der Flughafen verstärkt von so genannten Billigfluggesellschaften angeflogen, insbesondere von Ryanair, Thomson Airways und easyJet. Die Manchester Airports Group, die seit 2001 Betreiber des Flughafens ist, begann im Jahr 2007 mit einem umfangreichen Ausbauprogramm, in dessen Rahmen weitere Parkplatzflächen geschaffen und das Terminal sowie das Vorfeld modernisiert wurden.
Mitte 2009 erhielt der Flughafen die Zulassung für Landungen unter Schlechtwetterbedingungen nach CAT III. Dazu wurde ein Instrumentenlandesystem (ILS) von der Thales Group installiert.

## Lage und Verkehrsanbindung
Der Flughafen Bournemouth liegt in der Grafschaft Dorset an der Südküste Englands,  ca. einen Kilometer westlich des kleinen Dorfes Hurn, das dem Flughafen seinen ursprünglichen Namen gab. Die Stadt Bournemouth ist etwa acht Kilometer entfernt und über die mehrspurig ausgebaute Fernverkehrsstraße A338 zu erreichen. Nach Bournemouth wird eine stündlich verkehrende Busverbindung angeboten. 

## Fluggesellschaften und Ziele
Bournemouth verfügt fast ausschließlich über saisonale Verbindungen zu europäischen Urlaubszielen. 
Der nächstgrößere Flughafen, von dem auch mehr regionale und europäische Städteziele angeflogen werden, ist der etwa 40 km östlich gelegene Flughafen von Southampton. Des Weiteren befinden sich etwa 120 km nordöstlich die Londoner Flughäfen Heathrow und Gatwick.

## Zwischenfälle
Von 1946 bis Februar 2021 kam es am Flughafen Bournemouth und in seiner näheren Umgebung zu 5 Totalschäden von Flugzeugen. Bei keinem davon kamen Menschen ums Leben. Beispiele:
- Am 15. August 1946 geriet eine Avro Lancastrian C.1 der British Overseas Airways Corporation (BOAC) (Luftfahrzeugkennzeichen G-AGLU) beim Start vom Flughafen Bournemouth von der Startbahn herunter. Dabei brach das Fahrwerk zusammen. Das Flugzeug wurde irreparabel beschädigt. Alle vier Insassen überlebten den Unfall.[8]

- Am 28. Januar 1972 wurde die als letzte verkaufte Vickers Viscount 814 der Lufthansa (D-ANEF) zum Flughafen Bournemouth überführt. Offizieller Besitzer war schon die britische Wartungs- und Flugzeughandelsfirma Airwork. Das Flugzeug setzte mit hoher Sinkgeschwindigkeit kurz vor der Landebahn auf, das Fahrwerk brach zusammen und die Maschine rutschte noch 30 Meter auf dem Bauch die Landebahn entlang. Beide Piloten, die einzigen Insassen, überlebten unverletzt. Das Flugzeug wurde irreparabel beschädigt.[9]

- Am 15. Mai 1984 wurde eine Cessna 414A Chancellor der  britischen Flight Refuelling (G-OFRL) auf einem Trainingsflug bei einem missglückten Touch-and-Go auf dem Flughafen Bournemouth irreparabel beschädigt. Die Maschine überflog noch die Landebahn, als sie beim Steigflug durchsackte, den Flughafenzaun durchbrach und über eine öffentliche Straße rollte. Alle drei Besatzungsmitglieder überlebten den Unfall.[10]

- Am 11. Juni 1984 wurde eine Handley Page Herald 203 der britischen Air UK (G-BBXI) auf dem Flughafen Bournemouth durch einen Lkw-Fahrer gerammt, während sie geparkt war. Das Flugzeug wurde irreparabel beschädigt. Menschen im Flugzeug kamen nicht zu Schaden.[11]

- Am 8. April 1997 kollidierte eine Handley Page Herald 214 der britischen Channel Express (G-ASVO) beim Rollen auf dem Flughafen Bournemouth mit einem Beleuchtungsmast. Die rechte Tragfläche wurde dabei massiv beschädigt. Das Flugzeug wurde als irreparabel eingestuft und verschrottet. Personen kamen nicht zu Schaden. Es war der letzte Unfall mit einer Handley Page Herald, bevor der Typ am 9. April 1999 außer Betrieb genommen wurde.[12]